# Зефир сапфировый
Зефир сапфировый (Favonius saphirinus) — вид дневных бабочек из семейства голубянок (Lycaenidae).

## Описание

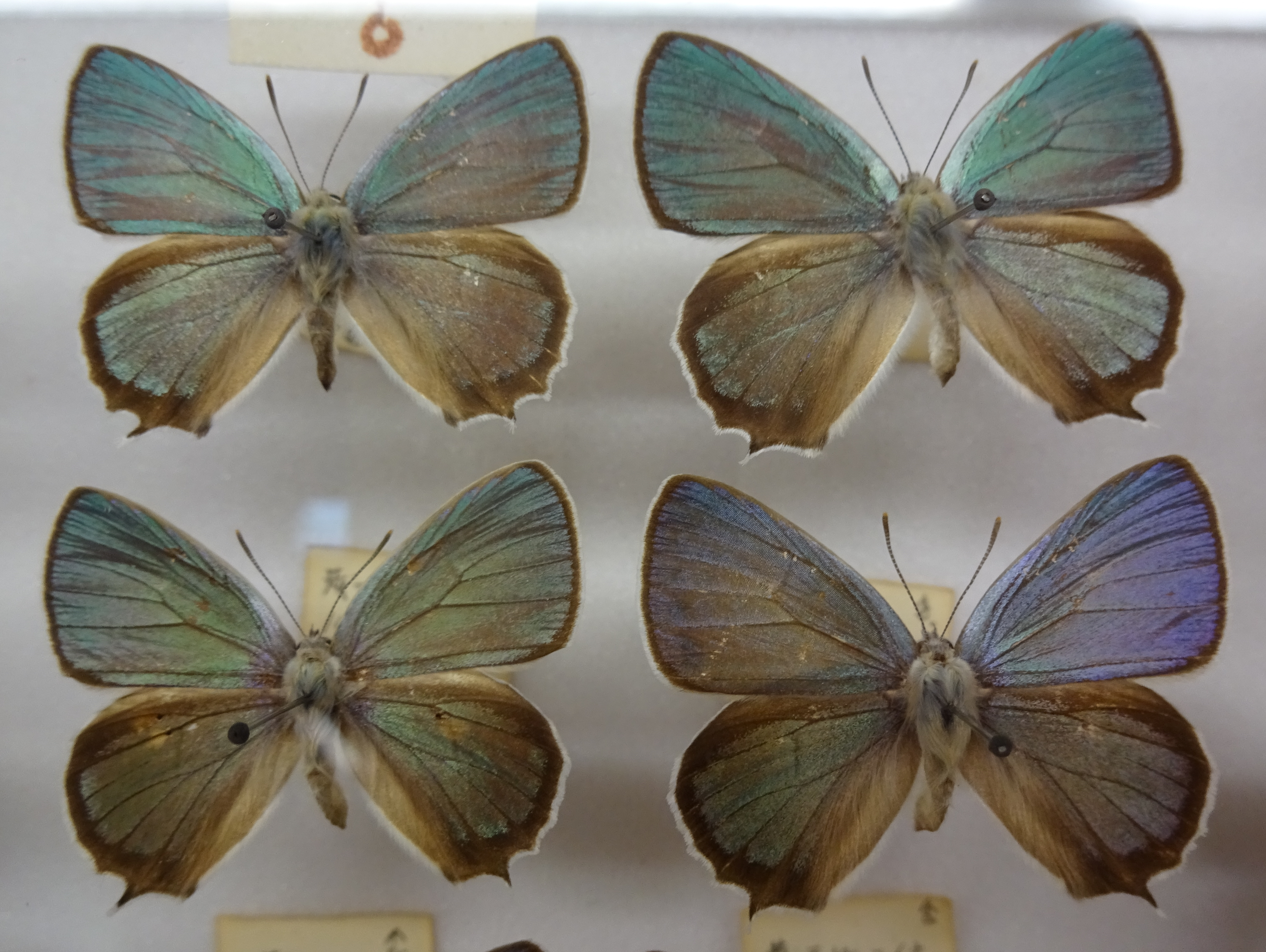
Вариабельность окраски самцов

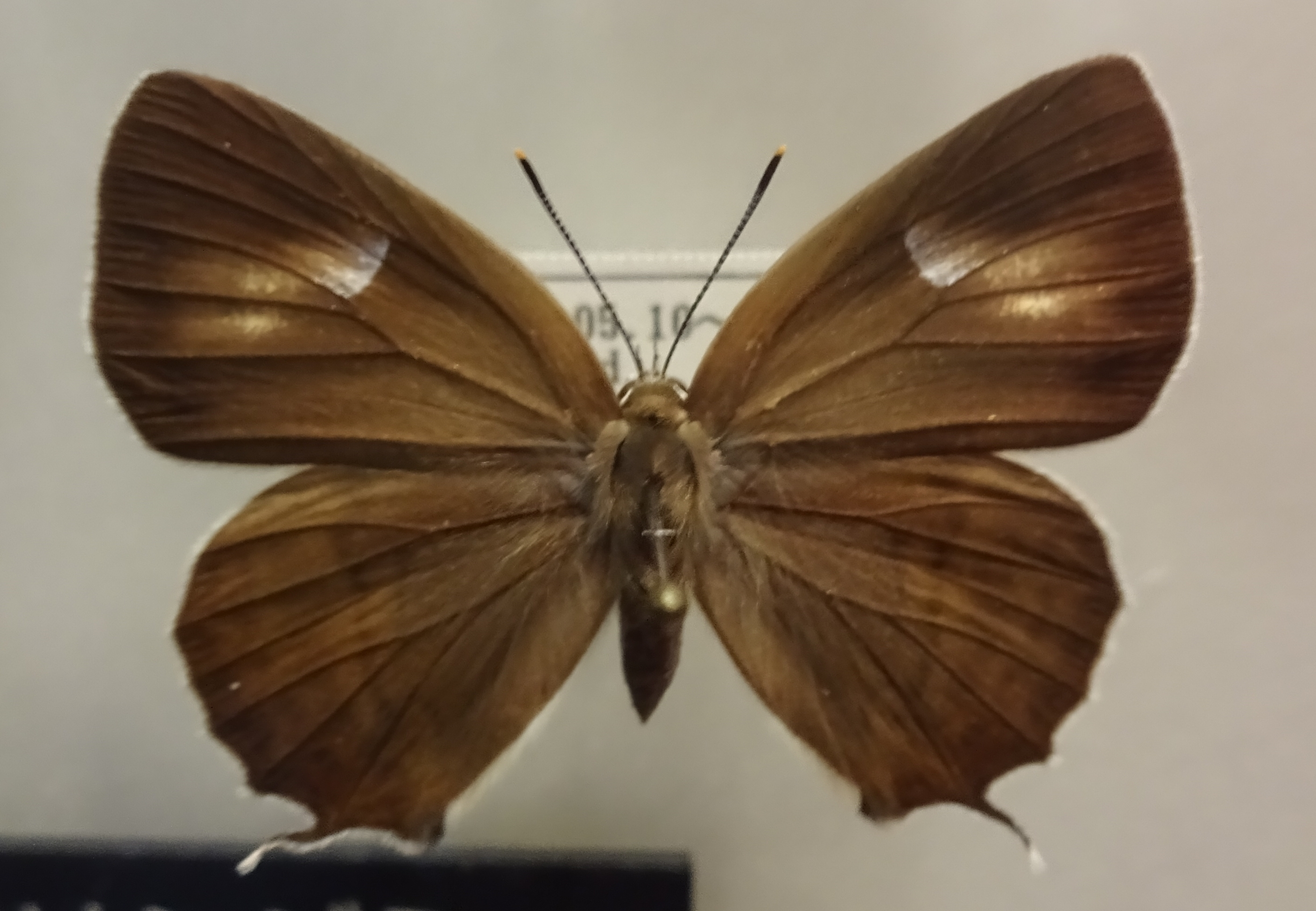
Самка

Длина переднего крыла бабочек 14—19 мм. Размах крыльев 30—35 мм. Самки несколько крупнее самцов. Верхняя сторона крыльев у самцов с глубоким сапфировым отливом. Передние крылья на вершине округлены. Через основной фон верхней стороны крыльев относительно слабо просвечивается рисунок нижней стороны крыльев. На переднем крыле проходит тёмная кайма шириной около 1 мм, на заднем крыле она шире — около 2 мм, к заднему углу крыла она несколько расширяется. Задние крылья с хвостиком, длина которого достигает 3 мм. Окраска верхней стороны крыльев у самки буро-коричневого цвета с сильно размытым относительно крупным охристо-жёлтым пятном на переднем крыле. Нижняя сторона крыльев у обоих полов светло-серая, у самки — со слабым кофейным оттенком. На этом основном фоне хорошо выделяются буроватые перевязи и узкое чётко выраженное пятно у вершины центральной ячейки на обоих крыльях. Светло-оранжевые пятна на заднем крыле некрупные и обособленные.

## Ареал
Азиатский вид, чей ареал охватывает территорию следующих стран: Россия (Юг Хабаровского края, Еврейская автономная область, Амурская область, Приморье), Япония, Корея, Северо-Восточный Китай.

## Биология
За год этот вид развивается в одном поколении. Время лёта бабочек этого вида длится с конца июня до конца августа. Бабочки встречаются редко. Гусеницы развивается на дубе монгольском и, возможно, дубе зубчатом (Quercus serrata).